# Omloop van het Waasland 2013
De 49e editie van de Belgische wielerwedstrijd Omloop van het Waasland vond plaats op 10 maart. De start en finish vonden plaats in Kemzeke. De winnaar was Pieter Jacobs, gevolgd door Niko Eeckhout en Sander Armée.
Het evenement maakt deel uit van de UCI Europe Tour, in categorie 1.2. Het staat dus open voor Belgische professionele continentale teams, continentale teams, nationale teams en regionale of clubteams. UCI ProTeams (eerste divisie) mogen niet deelnemen.

## Uitslag
| Omloop van het Waasland 2013 |                     |                             |          |
| Plaats                       | Naam                | Ploeg                       | Tijd     |
| Winnaar                      | Pieter Jacobs       | Topsport Vlaanderen-Baloise | 4u00'38" |
| 2                            | Niko Eeckhout       | An Post-Chain Reaction      | z.t.     |
| 3                            | Sander Armée        | Topsport Vlaanderen-Baloise | 3"       |
| 4                            | Jens Geerinck       | EFC-Omega Pharma-Quick-Step | 16"      |
| 5                            | James Vanlandschoot | Accent.jobs - Wanty         | z.t.     |
| 6                            | Wouter Daniels      | Lotto - Belisol U23         | z.t.     |
| 7                            | Martijn Degreve     | EFC-Omega Pharma-Quick-Step | 20"      |
| 8                            | Stefan van Dijk     | Accent.jobs – Wanty         | 1'07"    |
| 9                            | Michael Van Staeyen | Topsport Vlaanderen-Baloise | z.t.     |
| 10                           | Sam Bennett         | An Post-Chain Reaction      | z.t.     |

1965 · 1966 · 1967 · 1968 · 1969 · 1970 · 1971 · 1972 · 1973 · 1974 · 1975 · 1976 · 1977 · 1978 · 1979 · 1980 · 1981 · 1982 · 1983 · 1984 · 1985 · 1986 · 1987 · 1988 · 1989 · 1990 · 1991 · 1992 · 1993 · 1994 · 1995 · 1996 · 1997 · 1998 · 1999 · 2000 · 2001 · 2002 · 2003 · 2004 · 2005 · 2006 · 2007 · 2008 · 2009 · 2010 · 2011 · 2012 · 2013 · 2014 · 2015 · 2016 · 2017 · 2018 · 2019 · 2020 · 2021 · 2022 · 2023 · 2024